# 新蔡郡 (西晋)
新蔡郡，中国西晋时设置的郡。
晋惠帝时分汝阴郡置，治所在新蔡县（今河南省新蔡县），属豫州。辖境相当今河南省新蔡县、安徽省临泉县二县及河南省淮滨县北部及河南省息县部分地区。南朝宋帖治汝南郡上蔡县（今河南省汝南县），号称汝南新蔡二郡。北魏夺得，孝昌年间废，后复置，还治新蔡县，属豫州。南朝梁帖治鲖阳（今河南省项城市东南），号称新蔡南陈留二郡，属陈州。东魏新蔡郡属蔡州，治所在四望城 （今河南新蔡县东二十五里）。北齐改名广宁郡。